# 九龍灣工業中心

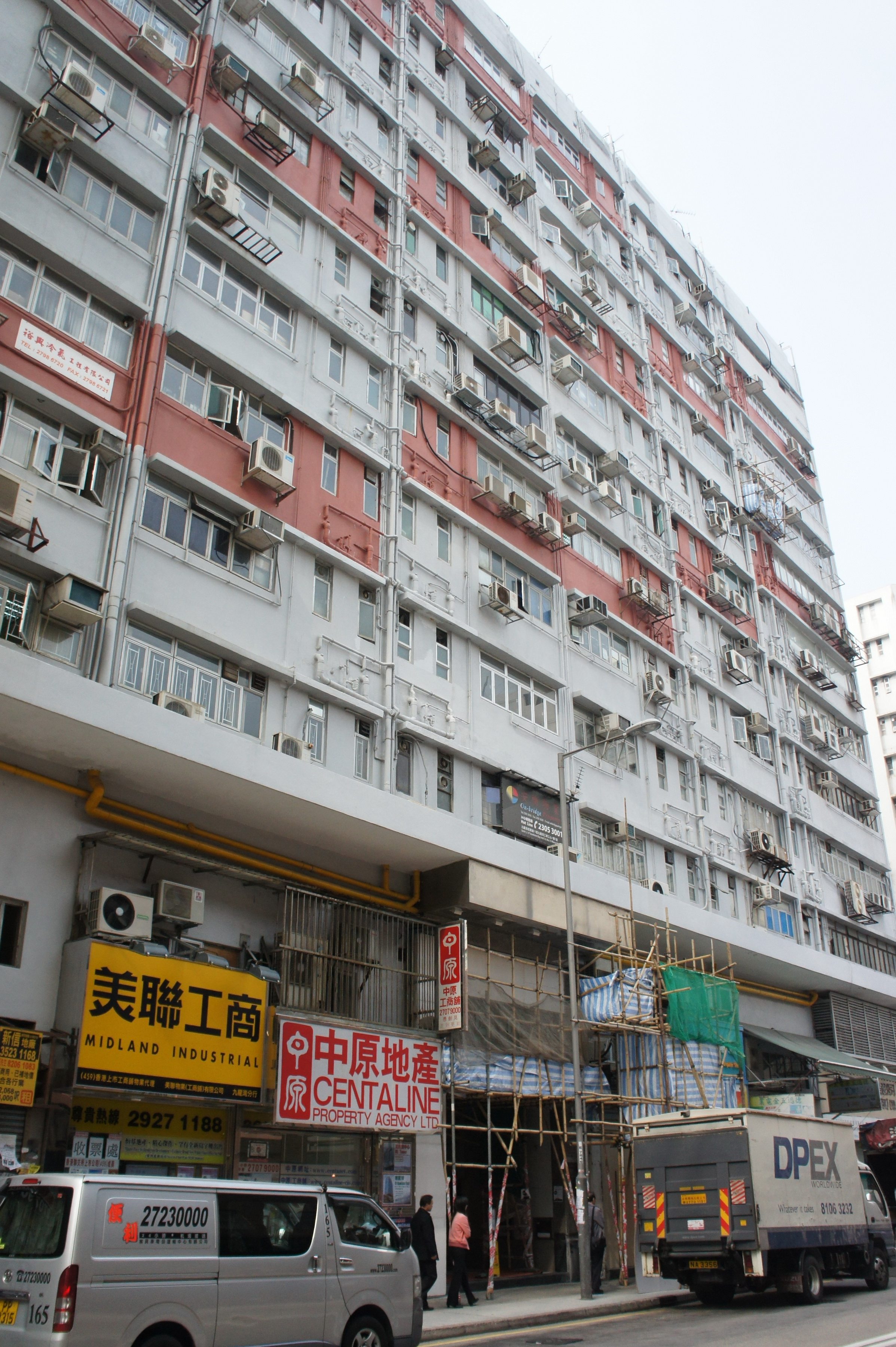
九龍灣工業中心在宏開道的正門入口

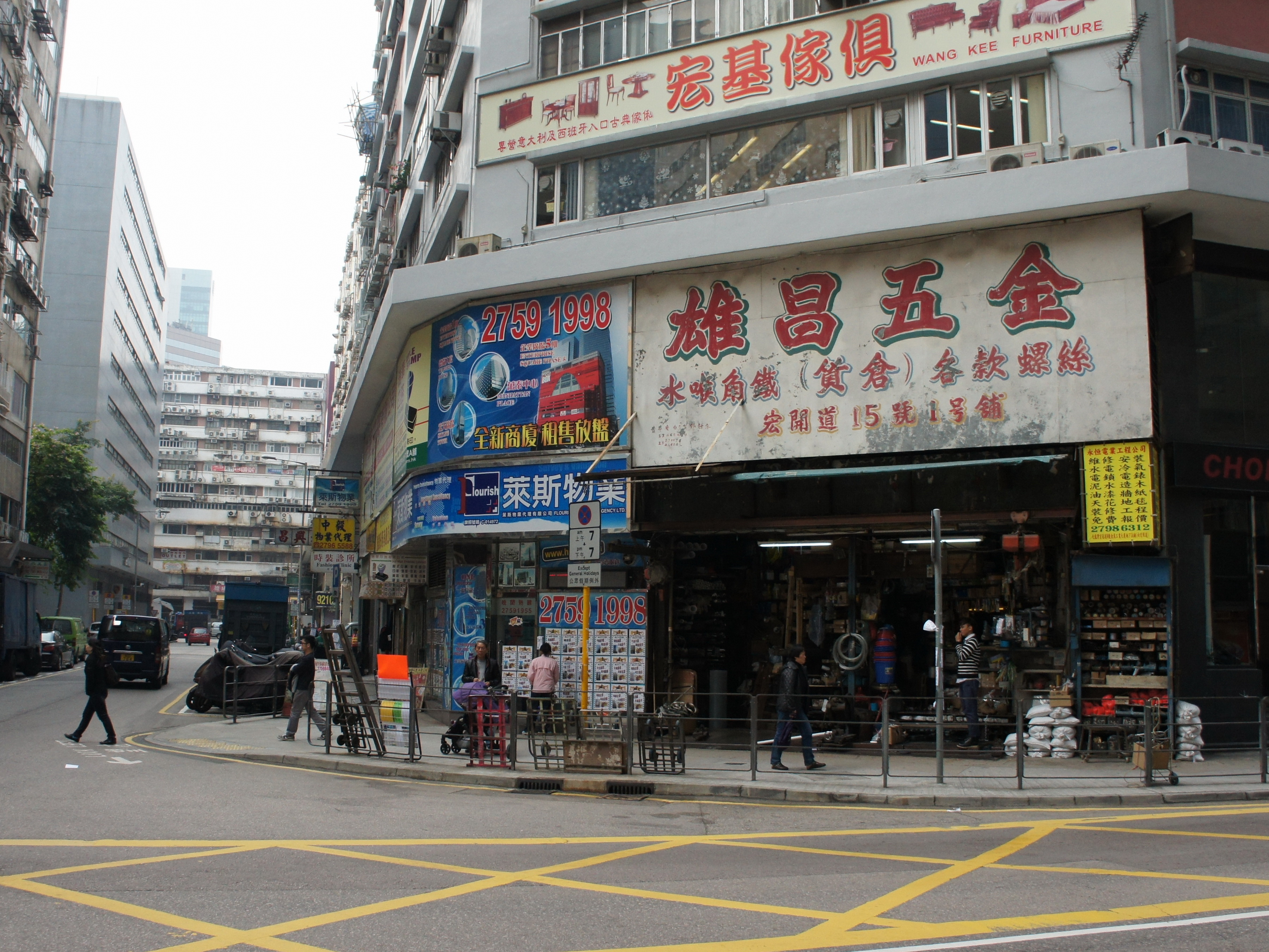
九龍灣工業中心，宏開道（前方）與臨福街（左）交界。

九龍灣工業中心 （Kowloon Bay Industrial Centre）是一棟位於香港九龍灣宏開道15號的工業大廈，南面為臨福街，北面為宏泰道，宏開道對面為德福大廈。大廈於1986年入伙，樓高10層，提供333個單位，發展商為寶光地產代理有限公司。目前大廈業權分散，由業主立案法團管理。

## 租戶
除一般工商店舖外，該大廈亦有出租樂隊、集運、威士忌 （页面存档备份，存于）專門店、蛋糕店工作室及舞蹈練習室等。

## 鄰近
- 九龍灣站5分鐘步程
- 德福廣場

## 資料來源
1. ↑  . 萊斯物業網站.   [2011-12-19].
2. ↑  . 香港經濟日報. 2015-06-25  [2019-10-25]. （原始内容存档于2019-10-25）. （页面存档备份，存于）
3. ↑  .   [2025-02-15]. （原始内容存档于2025-02-16）.